# لا بيثا
بلدية لا بيثا (بالإسبانية: La Peza) هي بلدية تقع في مقاطعة غرناطة التابعة لمنطقة أندلوسيا جنوب إسبانيا.

## الديموغرافيا
بلغ عدد سكان بلدية لا بيثا 1.303 نسمة عام 2011 (وفقاً للمعهد الوطني الإسباني للإحصاء).
| 1.467 | 1.464 | 1.386 | 1.381 | 1.381 | 1.366 | 1.303 |